# Dodge Charger
Dodge Charger — автомобиль производства компании Dodge, принадлежащей концерну Chrysler Corporation.

## История появления
Идея по его созданию зародилась вместе с началом эпохи «мускулкаров», когда в 1964 году был выпущен Pontiac GTO, представлявший собой обычное купе, оснащённое мощным 335-сильным двигателем. Модель имела настолько большую популярность, что и остальные американские производители автомобилей решили создать подобные модели. Концепт Charger (1965 г.) на основе Dodge Coronet получил высокие отзывы, и автомобиль отправился в серию.

## Первое поколение
1 января 1966 года на ежегодном Rose Bowl Game зрителям впервые был показан «Dodge Charger» — новый флагманский автомобиль компании Dodge. Главным дизайнером проекта был Карл Камерон (Carl «CAM» Cameron). Продажи начались в середине 1966 года.
В 1966 году характерной чертой Charger становится решетка радиатора «electric shaver» (англ. electric shaver — электробритва) — использованы полностью скрывающиеся фары, что не использовалось Крайслером с 1942 года (на некоторых моделях подразделения DeSoto) — когда фары открыты или закрыты, решетка выглядят цельной деталью.

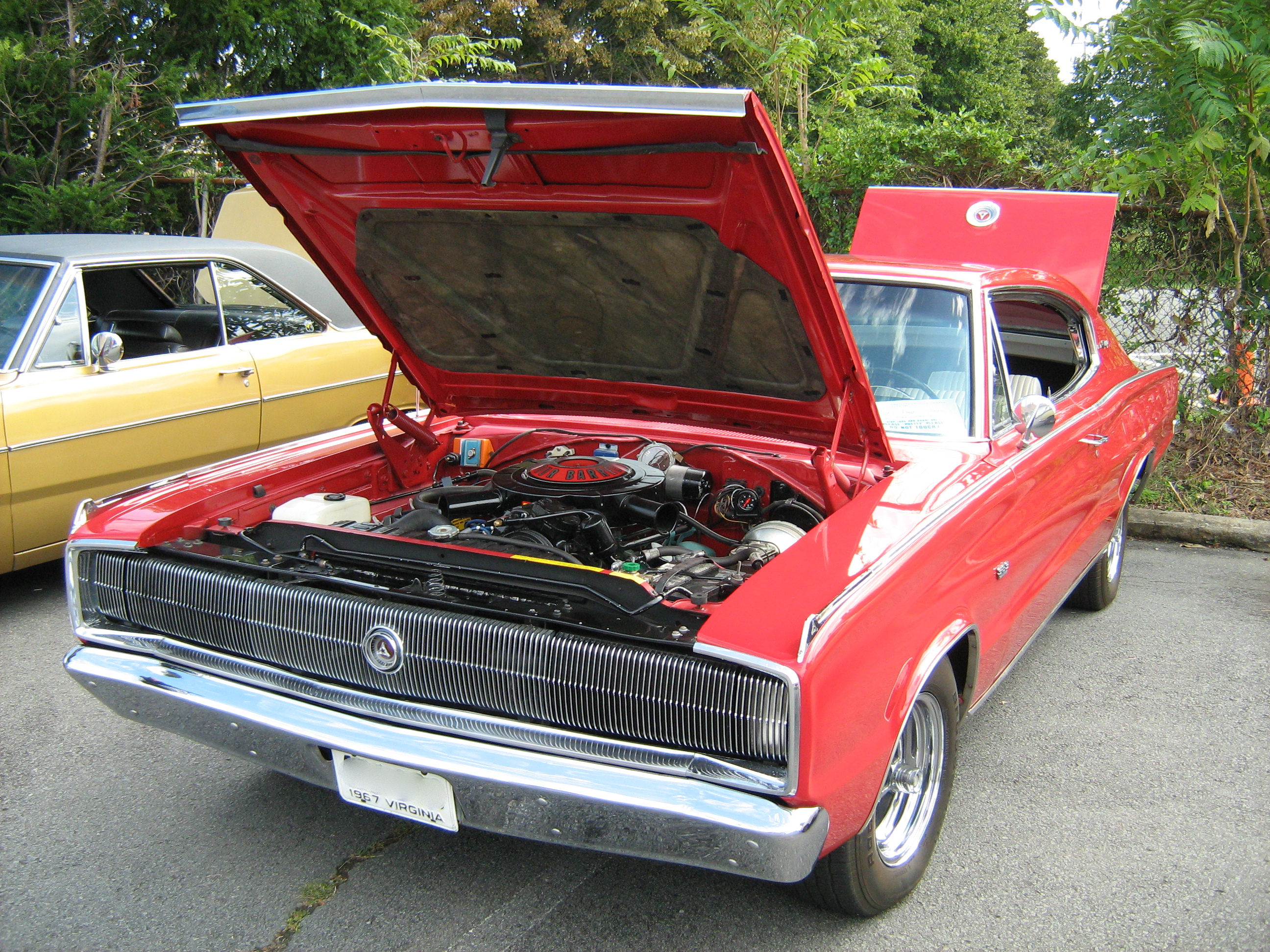
Dodge Charger 1967 года

В салоне Dodge Charger установлены четыре отдельных анатомических сиденья, длинная консоль от передней до задней части салона (полная консоль). Задние сиденья и часть консоли можно было сложить вперед, а перегородку багажника опустить назад, что позволяло разместить багаж внутри салона. Многие элементы были эксклюзивными — дверные панели, подсветка приборной панели и другие.

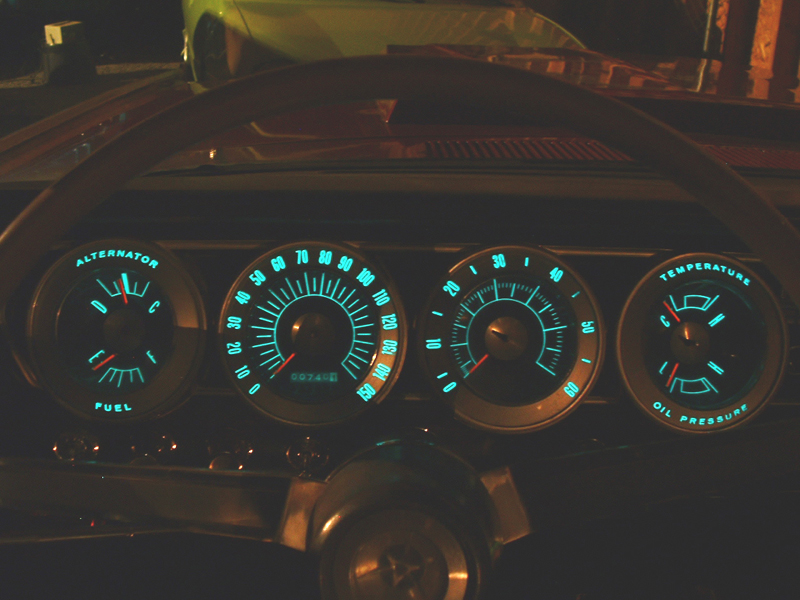
подсветка приборной панели (модель 1966 года)

Все двигатели на выбор были V8. Шестицилиндровые двигатели до 1968 года не предлагались. В 1966 году были предложены четыре двигателя на выбор:
- V8 318 (5,2 л) базовая модель, с двухкамерным карбюратором
- V8 361 (5,9 л) с двухкамерным карбюратором
- V8 383 (6,3 л) с 325 л. с. (242 кВт) с четырёхкамерным карбюратором — большинство заказов в 1966 году
- V8 426 «Street Hemi» (7 л) — новый двигатель Chrysler с двумя четырёхкамерными карбюраторами.

В конце 1966 дилерами устанавливался как опция спойлер на крышке багажника (из-за правил участия в NASCAR). В 1966 году Dodge Charger был первым серийным автомобилем в США, оборудованный спойлером.

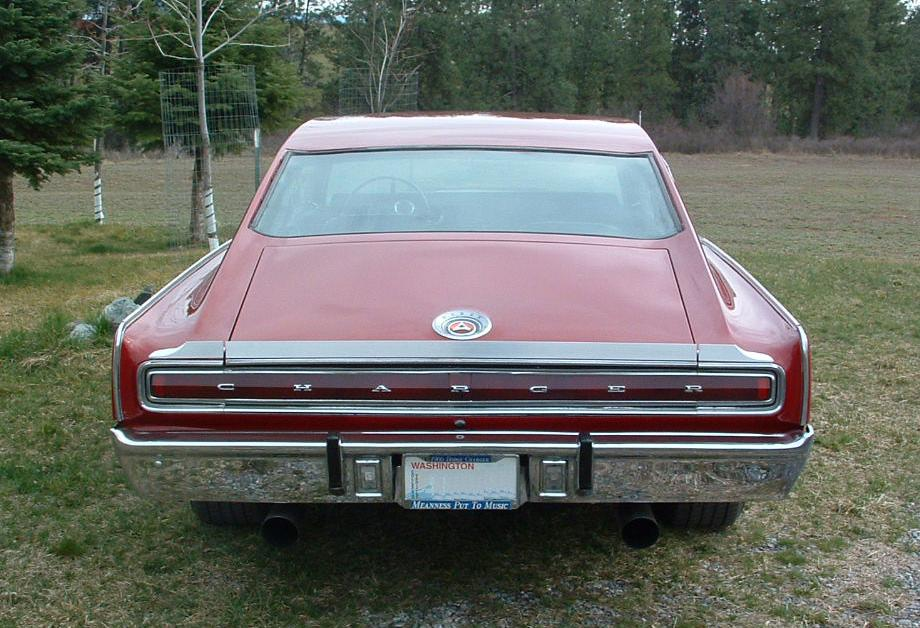
спойлер NASCAR в 1966 году

Общий объём производства Dodge Charger в 1966 году составил 37344 единиц.
Несмотря на то, что начало продаж пришлось на середину 1966 года, дебют Dodge Charger был очень удачен. В 1967 году произошли некоторые изменения экстерьера, а также стала доступна виниловая крыша. В салоне исчезла полная длинная консоль (из-за жалоб клиентов на неудобство посадки и высадки с задних мест). Раздельные ковшовые сиденья являлись стандартными, а складной подлокотник являлся опцией, позволяющей сидеть впереди троим. Тем не менее некоторые эксперты не убеждены в том, что Dodge Charger первого поколения являются безопасными машинами. Владельцы первых автомобилей жаловались, что им: «Каждую секунду приходилось рисковать жизнью за рулём». Также широкое распространение получил слух о гибели восьми людей в первый день продажи машин, но документально это не подтверждено.
В 1967 году были предложены пять двигателей на выбор:
- V8 318 (5,2 л) базовая модель, с двухкамерным карбюратором, применены клиновидные камеры сгорания (серия «Chrysler LA»)
- V8 383 (6,3 л) с двухкамерным карбюратором
- V8 383 (6,3 л) с 325 л. с. (242 кВт) с четырёхкамерным карбюратором
- V8 426 «Street Hemi» (7 л) — новый двигатель Chrysler с двумя четырёхкамерными карбюраторами
- V8 440 «Магнум» (7,2 л) — консервативный двигатель мощностью 375 л. с. с одним четырёхкамерным карбюратором.

Несмотря на успех в НАСКАР в 1966 году, продажи в 1967 году сократились наполовину (было продано лишь 15788 Charger’ов).

## Второе поколение
В 1968 году Dodge запланировал рестайлинг всей линейки моделей и решил, что пришло время разделить модели «Dodge Coronet» и «Dodge Charger» ещё больше. Стиль нового Dodge Charger, разработанный дизайнером Ричардом Сиасом (Richard Sias), позже будет назван «Стиль бутылки Коки» («Coke bottle styling»), так как профиль кузова напоминает изгибы бутылки Кока-Кола.

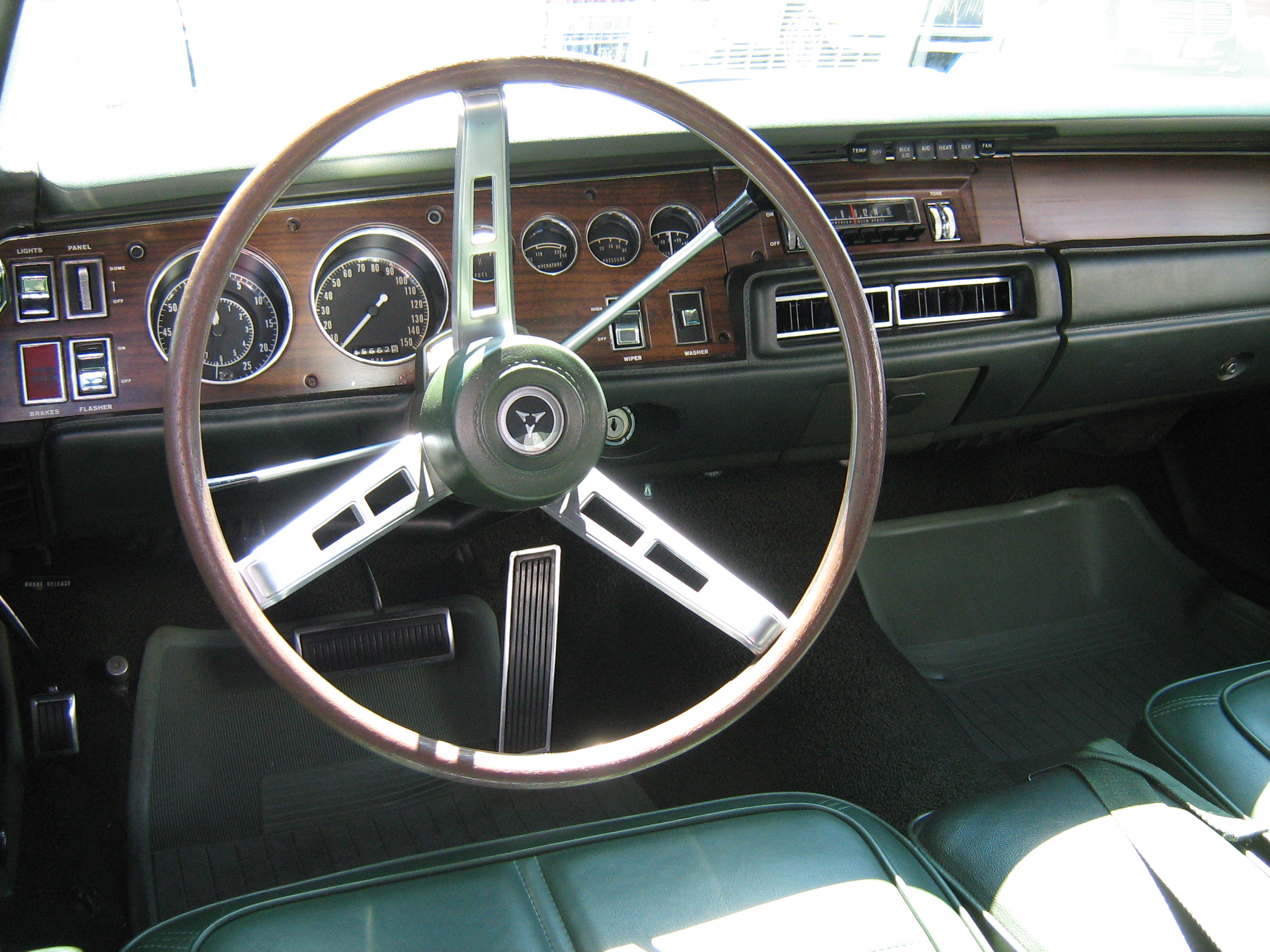
салон Dodge Charger 1969 года

Charger получил полностью новый кузов типа «хардтоп-купе», среди отличительных особенностей которого — утопленное между стойками заднее стекло и горловина бензобака в верхней плоскости левого заднего крыла. Он сохранил свою оригинальную решетку со скрытыми фарами, но полностью вращающиеся фары с электроприводом были заменены на статичные, перед которыми стояли поворотные крышечки с вакуумным приводом. Интерьер был серьёзно переработан — в частности, автомобиль получил сплошной диван сзади вместо раздельных сидений, тахометр вместо стандартного оборудования стал опцией (а на тех машинах, где использовался, совмещался в одном циферблате с часами), покрытие в багажнике заменено на виниловый коврик.
С целью дальнейшего повышения имиджа автомобиля типа «muscle car» был добавлен новый пакет опций под наименованием R/T, что обозначало «Road/Track» (то есть между дорогой и треком). Индекс «R/T» ставился только на автомобили с высокой мощностью — Dodge Charger R/T с двигателем «440 Magnum» (стандарт для R/T) или «426 Hemi» (опция). При достаточно сильно нагруженной задней оси и большой ширине задних покрышек Dodge Charger оснащенный двигателем «440 Magnum» удавалось поднять на задние колеса при старте «с двух педалей».

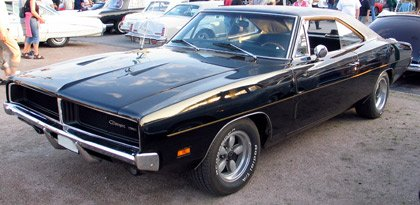
Dodge Charger 1969 года

В 1968 году корпорация Chrysler запустила новую рекламную кампанию с изображением пчелы с двигателем на спине. Эти автомобили были названы «Scat Pack». Coronet R/T, Dodge Super Bee, Dart GTS и Charger R/T получила «полосы шмеля» (две тонкие полоски обрамляют две толстые полосы). Они могли быть удалены без каких-либо затрат. Эти изменения оказались очень популярны среди населения и помогли продать в 1968 году 96100 Dodge Charger, в том числе свыше 17000 Dodge Charger R/T.

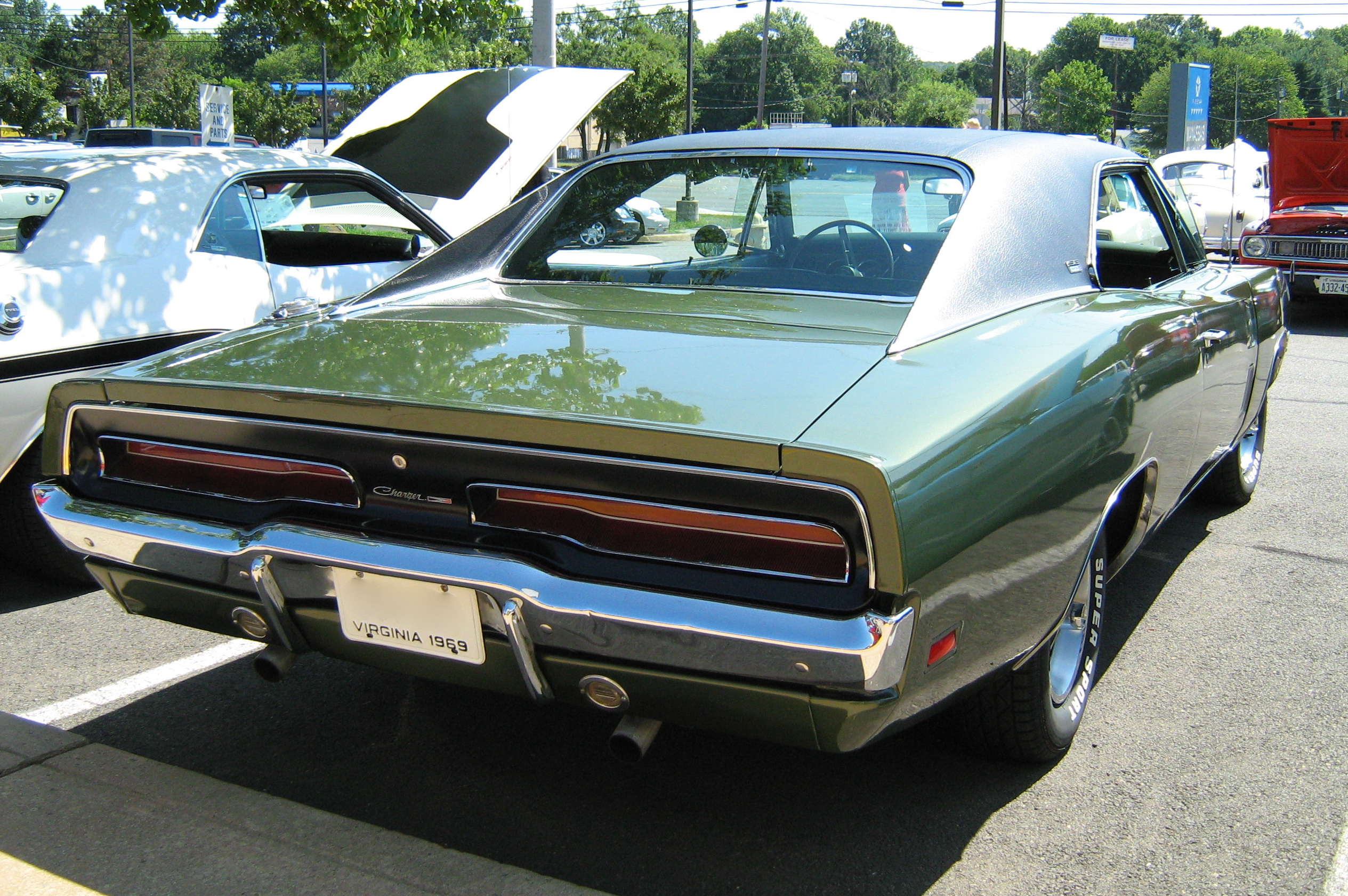
Dodge Charger 1969 года сзади

В 1969 году Dodge Charger был несколько изменён. Внешние изменения включали новую решетку радиатора с вертикальным клинообразным разделителем посередине и новые задние фонари в виде двух красных полос от дизайнера Harvey J. Winn (в 1968 сзади было четыре круглых фонаря). Габаритные огни на крыльях сменились с круглых на прямоугольные. Была добавлена новая линия отделки под названием Special Edition (SE). Её можно было заказать отдельно или вместе с пакетом R/Т, в результате чего получался пакет R/T-SE. В пакете SE добавили кожаные вставки на передних сидениях, хромированные молдинги, и деревянные вставки на приборной панели. В список вариантов был добавлен люк, но он окажется весьма редкой опцией — примерно 260 проданных машин.
Общий объём производства в 1969 году составил около 89199 единиц.
В 1969 году Dodge выпустил две самые редкие модификации Dodge Charger: Dodge Charger 500 и Dodge Charger Daytona.

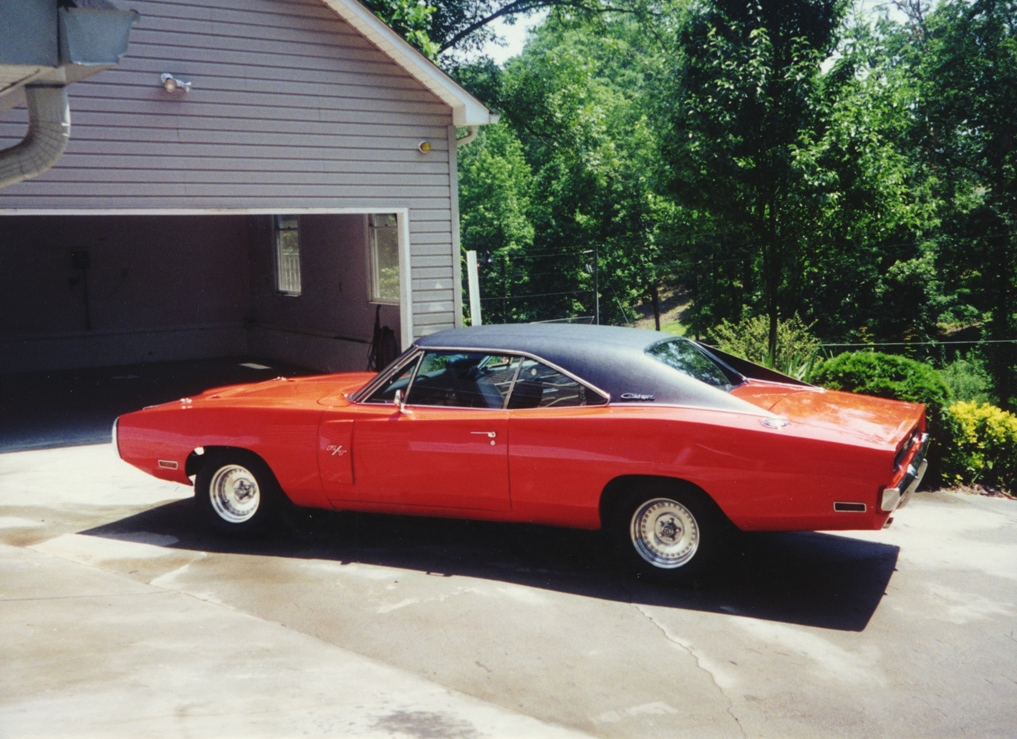
Dodge Charger 1970 года

В 1970 году Dodge Charger снова подвергся незначительным изменениям. Был внедрён новый передний бампер в виде массивного обрамления решётки радиатора — которая, в свою очередь, получила горизонтальный молдинг. Задние фонари остались старыми, но модификации Dodge Charger 500 и Dodge Charger R/T получили новые, более привлекательные задние фонари. Изменения в интерьере включают новые высокие спинки сидений, дверные панели также были пересмотрены.
Появился новый вариант двигателя — «440 Six Pack». С тремя двухкамерными карбюраторами и мощностью 390 л. с. (291 кВт), он был одной из самых экзотических установок в начале 1970-х годов. «Six Pack» был к тому времени известен — он был использован в середине 1969 года на Dodge Super Bee и двигатели «Hemi» его превосходили. Несмотря на этот новый двигатель, продажи снизились снова (до 46576 единиц), но это было связано с выходом Dodge Challenger и высокими страховыми ставками.
В сезоне NASCAR 1970 года Dodge Charger принёс больше побед (10 побед), чем любой другой автомобиль, включая специальный Dodge Charger Daytona и Plymouth Superbird.

### Charger 500
Он был призван обходить автомобили Ford на высокоскоростных овальных дорожках NASCAR. Инженеры Dodge попытались улучшить аэродинамические характеристики автомобиля за счёт небольшого изменения кузова: Charger 500 получил плоскую решётку радиатора без скрывающихся фар и более сильный наклон заднего стекла. Оригинальный прототип Dodge Charger 500 1968 года был основан на базе Dodge Charger R/T с двигателем «426 Hemi». Прототип был окрашен в голубой цвет с белой полосой и имел белый интерьер.
«Dodge Charger 500» прошёл предпроизводственные тесты, получил разрешение на производство (greenlight) и стал одной из трех моделей введенных в сентябре 1968 года. Dodge Charger 500 продавался за 3482 долларов, была доступна версия с кондиционером, за дополнительную плату в 357,65 долларов.
Было выпущено 500 моделей Dodge Charger 500, однако только 392 автомобиля были приобретены для использования на обычных дорогах. Остальные были куплены гонщиками — их облегчили, усилили, модифицировали и перекрасили.

### Charger Daytona

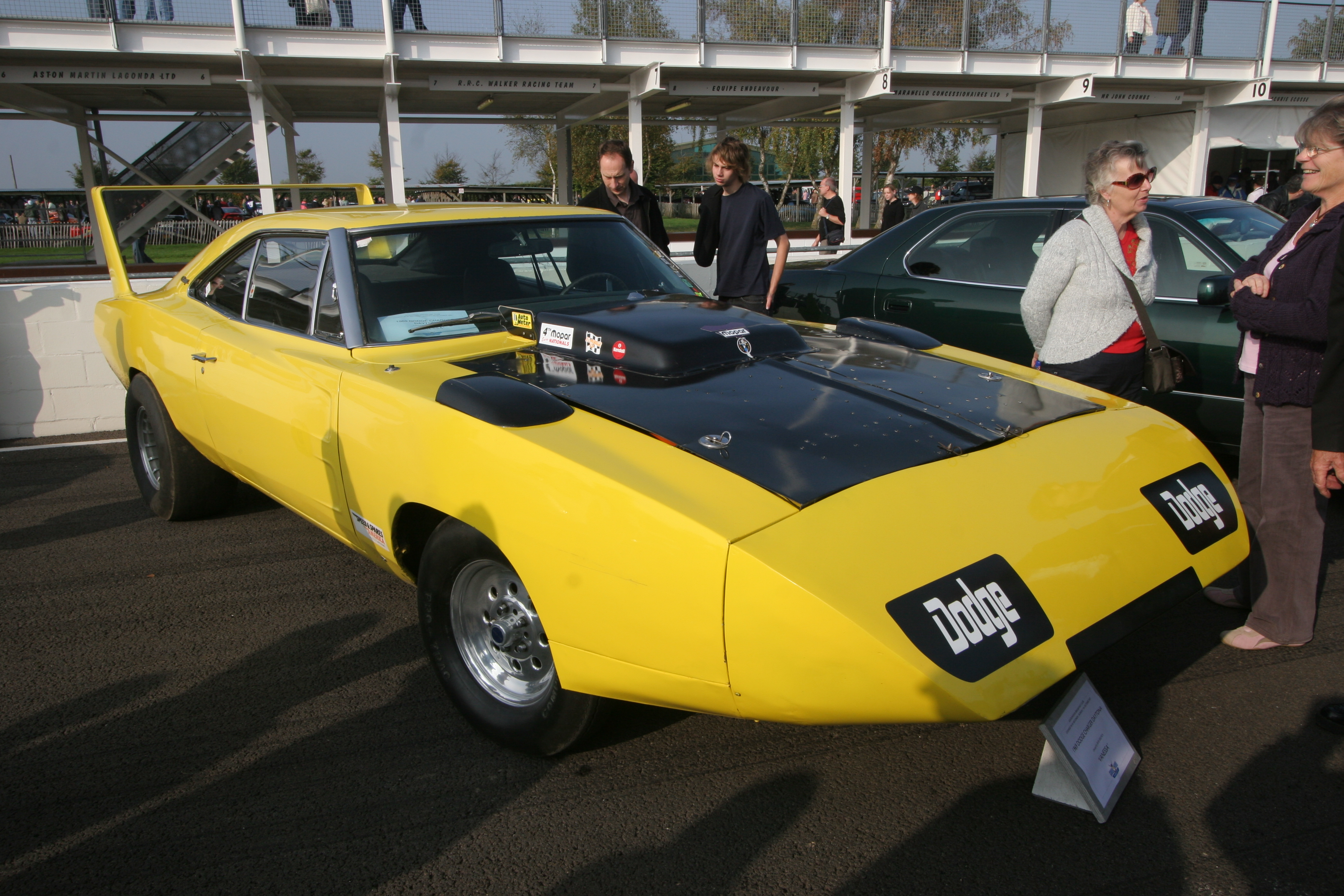
Dodge Charger Daytona

Изменений, которые получил Dodge Charger 500, оказалось недостаточно для улучшения результатов в NASCAR, и после нескольких месяцев исследований и разработок, в том числе с участием Creative Industries Inc., 13 апреля 1969 года был показан «Dodge Charger Daytona». Через несколько часов после презентации, Dodge получил более 1000 заказов, несмотря на начальную цену 3993 долларов.
Chrysler сделал много попыток улучшить аэродинамику Dodge Charger 500, добавляя различные «носы» (по некоторым данным длиной до 23 дюймов (580 мм)). Серийный Dodge Charger Daytona получил 18-дюймовый (460 мм) носовой обтекатель. В натуральную величину макет Charger Daytona был испытан фирмой Lockheed-Martin. Испытание было успешным, и проект был одобрен и запущен в производство. Носовой обтекатель был лишь частью нововведений. Daytona получил также 23-дюймовое (580 мм) высокое антикрыло в задней части автомобиля. Это антикрыло было закреплено болтовыми соединениями на задней четверти панелей и задней облицовке. Антикрыло на Dodge Charger Daytona обеспечивало автомобилю дополнительную устойчивость и прижимную силу.
Charger Daytona был опробован в Челси (штат Мичиган) на полигоне Chrysler 20 июля 1969 года. Управляемый Чарли Glotzbach и Бадди Бейкером, автомобиль с небольшим четырёхкамерным карбюратором показал скорость 205 миль/ч (330 км/ч).
Dodge Charger Daytona выпускался в нескольких вариантах:
- стандартный вариант, оснащался двигателем «440 Magnum» с 375 л. с. (280 кВт), автоматической трансмиссией A727 Torqueflite.
- вариант Charger Daytona с двигателем 426 Hemi с 425 л. с. (317 кВт) и крутящим моментом 660 Н·м.
- вариант Charger Daytona с двигателем 426 Hemi с 620 л. с. (460 кВт) при 6000 об/мин и крутящим моментом 840 Н·м при 4700 об/мин с доплатой 648,20 доллара.

Только 503 единицы Dodge Charger Daytona было построено. Из них 433 были оснащены двигателем «440 Magnum». Все 503 единицы Charger Daytona построены на базе Charger 500. Об этом свидетельствует вырез под кожухом, позади заднего сидения, в который устанавливалось окно на модели R/T, но поскольку крыша Daytona длиннее, то и вырез для её окна делался дальше, а старый вырез так и оставался просто прикрытый кожухом.

## Третье поколение

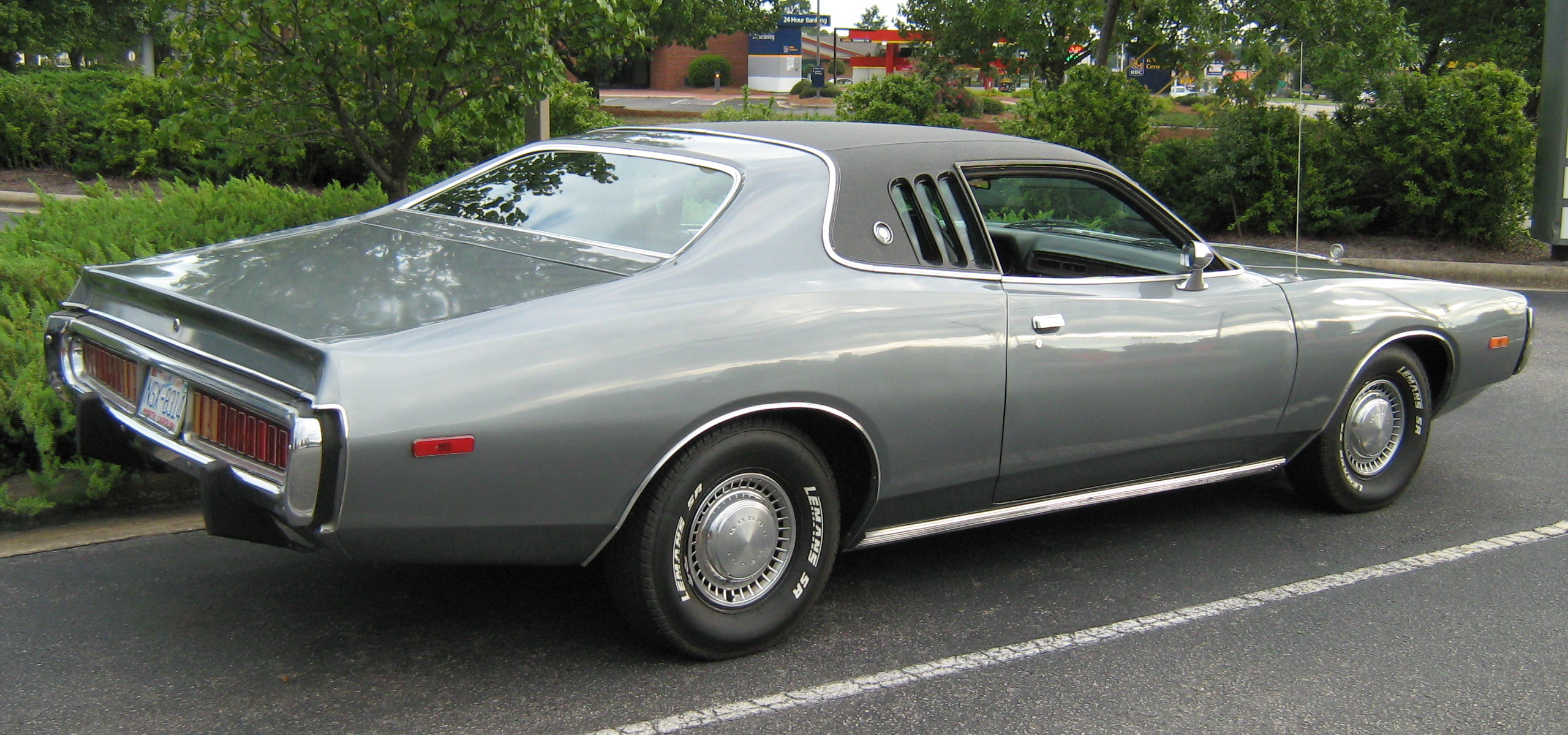
Dodge Charger SE 1973 года

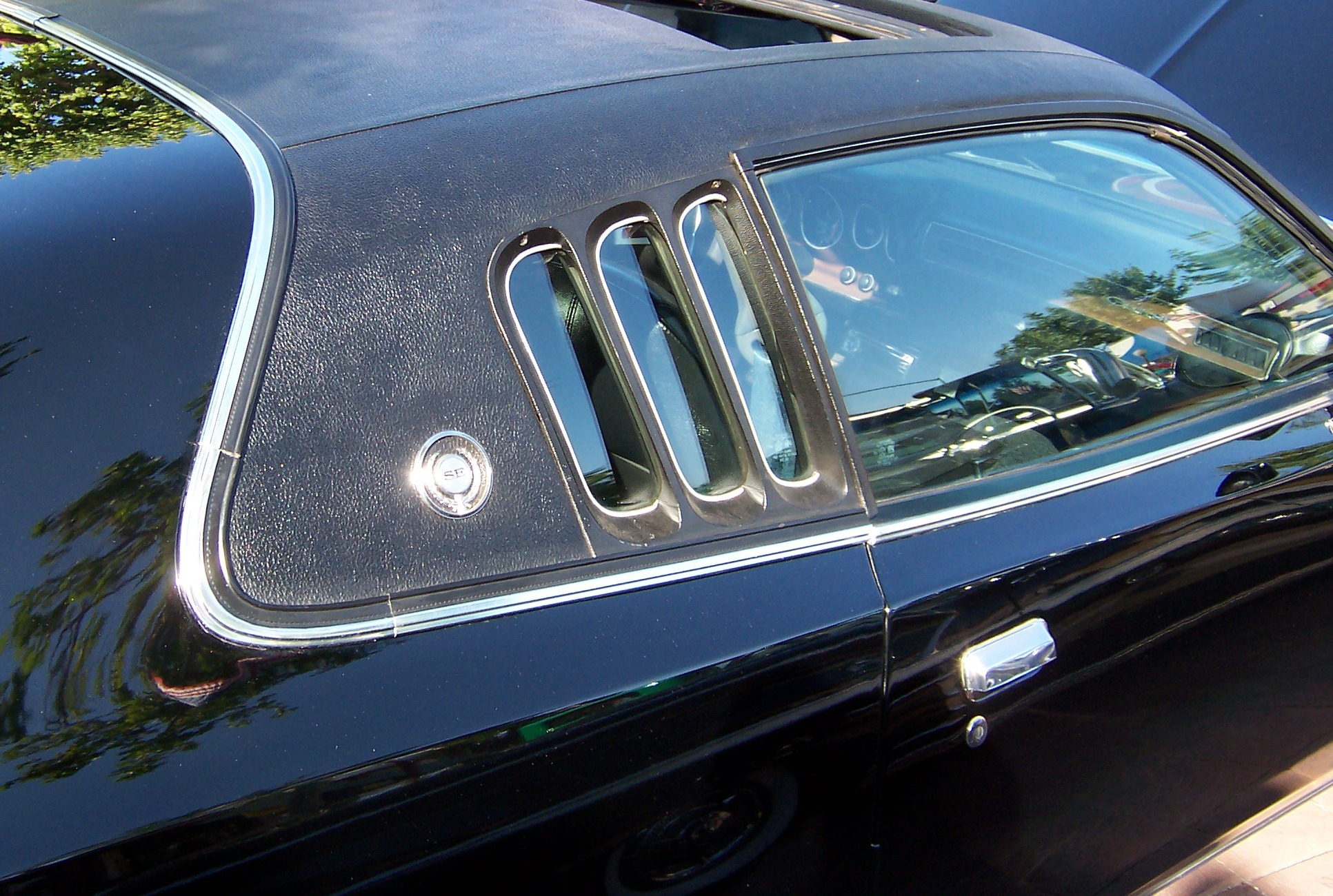
Оформление крыши Dodge Charger SE 1973 года

В 1971 году дебютировал новый Dodge Charger третьего поколения. Он был подвергнут полному рестайлингу — новая раздельная решетка радиатора и более округлые формы кузова. Поворотные фары стали дополнительной опцией, появились в списке опций задний спойлер и капот «Ramcharger» — особый воздухозаборник прямо над воздушным фильтром. Это устройство уже использовалось на «Plymouth Roadrunner», «Dodge Coronet R/T» и «Dodge Super Bee», но впервые было использовано на Dodge Charger.
Как и во втором поколении выпускались модификации «Dodge Charger 500», «Dodge Charger R/T» и «Dodge Charger SE». Версия «Dodge Charger R/T» теряла свою популярность из-за более высоких страховых расходов. Только 63 автомобиля в 1971 году были оснащены двигателем «Hemi», по сравнению с 2659 автомобилями, оснащенными другими двигателями. Быстро растущие страховые ставки в сочетании с более высокими ценами на бензин снизили продажи автомобилей класса «muscle car» и 1971 год стал последний годом продаж автомобилей с двигателем «Hemi 426». В 1971 году прекратились продажи высокоэффективных двигателей «440 Six-Pack» (хотя некоторые источники заявляют, что этот двигатель выпускался до 1972 года).
В 1972 году R/T версии были заменены новым «Dodge Charger Rallye». Их можно было отличить от других «Dodge Charger» 1972 года по уникальному оформлению крыши и скрытым фарам.
Двигатели «Chrysler RB 440 V8 Magnum» были по-прежнему доступны, но теперь указывалась более реалистичная мощность (подробнее см. Muscle car — Замечание о мощности двигателей). Кроме того, начиная с 1972 года, на всех двигателях была снижена степень сжатия, что позволило использовать более дешёвый бензин «регуляр», вместо бензина «премиум».
В 1973 году Dodge Charger получил более широкие боковые окна, новые задние фонари и решетку радиатора. Скрывающиеся фары больше не устанавливались, даже в качестве опции. Стандартным двигателем по-прежнему являлся «Chrysler LA 318 V8», на версии Rallye — «Chrysler LA 340 V8», в качестве опции остались только «Chrysler 400 V8» и «Chrysler 440 V8» . Отличительной чертой «Dodge Charger SE» 1973 года была новая крыша в стиле «винил» и три маленьких боковых окошечка. Продажи Dodge Charger в 1973 году достигли 108,000 единиц, что является самым высоким показателем за все годы выпуска Dodge Charger третьего поколения.
В 1974 году произошли незначительные изменения: добавлены новые цвета, увеличились размеры резиновых бамперов (вызвано изменением федеральных правил). Самая большая новость 1974 года заключается в том, что двигатель «Chrysler 340 V8» был заменен на «Chrysler 360 V8» с четырёхкамерным карбюратором. Постепенно «Dodge Charger», задуманный как «performance car» (категория мощных спортивных автомобилей) перешёл в категорию «personal luxury car» — личные роскошные автомобили, одновременно эра «muscle car» подошла к концу, и в 1975 году «Dodge Charger» забил окончательный гвоздь в крышку гроба «muscle car».

### В культуре
Dodge Charger R/T наиболее известна как одна из машин персонажа Вина Дизеля — Доминика Торетто и персонажа Пола Уокера — Брайана О'Коннора во франшизе «Форсаж».

## Четвёртое поколение
С 1975 года Dodge Charger использует платформу Chrysler Cordoba. Dodge Charger SE (Special Edition) был единственной предлагаемой моделью. Он выпускался с различными двигателями, начиная от Chrysler LA 318 V8 (5,2 л) и заканчивая Chrysler B 400 V8 (6,6 л). Стандартным двигателем стал Chrysler LA 360 V8 (5,9 л). Объём продаж в 1975 году составил 30812. Из-за крайне угловатой формы кузова, команды NASCAR были вынуждены использовать кузова моделей предыдущих лет (образца 1974 года).
В 1976 году модельный ряд был расширен до четырёх моделей — базовая, Charger Sport, Charger SE и Charger Daytona. Продажи пошли вверх — 65900 машин в 1976 году. В 1977 году базовая модель и Charger Sport были сняты с производства. Продажи упали до 36204 шт. В 1978 году было изготовлено лишь около 2800 Dodge Charger (вероятно из оставшихся запасов 1977 года), после чего он был заменён на Dodge Magnum.

## Charger L-body
В 1983—1987 годах Dodge Charger выпускался на типовой базе «L» концерна Крайслер. «Заряженная» версия, производившаяся с середины 1983 по 1987 год, получила собственное имя Shelby Charger.

## Charger LX

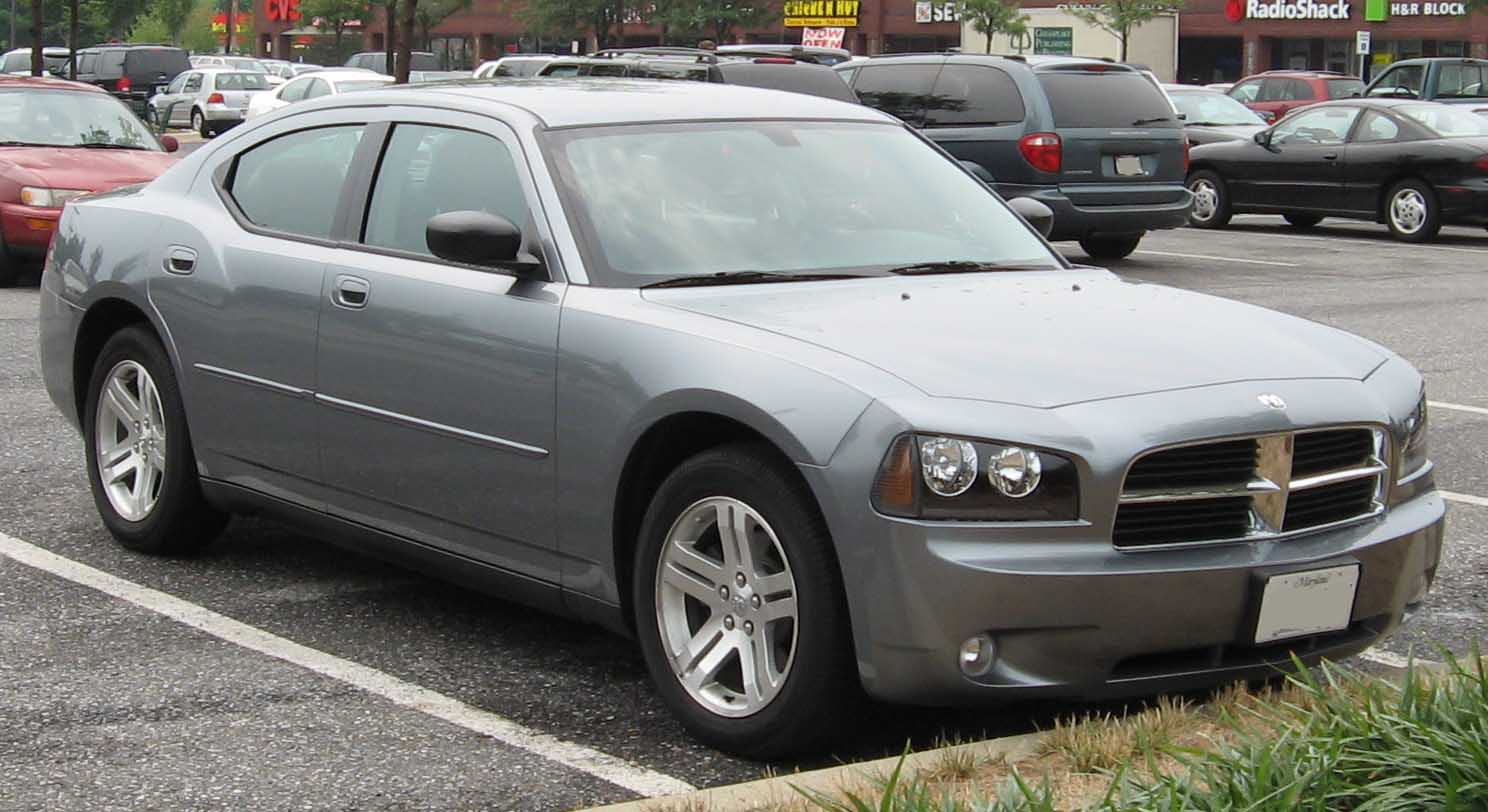
' Dodge Charger LX

В феврале 2005 года произошло возвращение культового автомобиля Dodge Charger на платформе LX. Автомобиль был создан, чтобы продолжить линию Dodge Charger, а также заменить Dodge Intrepid. Dodge Charger LX представляет собой полноразмерный четырёхдверный седан. Он разделяет платформу с Chrysler 300С, Dodge Challenger (третьего поколения), Dodge Magnum.
В 2011 году автомобиль подвергся рестайлингу: Charger получил новые задние фонари, немного изменённую переднюю оптику, выштамповки на передних дверях и капоте, а также габаритные огни на задних крыльях и форточки на задних дверях. В 2015 году автомобиль получил узкие фары и решётку радиатора, которая к тому же с 2017 года лишилась крестообразной поперечины.

### 2012 Charger SRT8
В 2012 был запущен в производство 470-сильный четырёхдверный Charger SRT8 с двигателем HEMI 6.4 литров V8. Время разгона от 0 до 60 миль в час — 4.6 секунды. W5A580 пятискоростная автоматическая трансмиссия по умолчанию.

## Восьмое поколение
Dodge Charger восьмого поколения — это предстоящий полноразмерный автомобиль, производимый и продаваемый компанией Stellantis в Северной Америке под маркой Dodge. Он был представлен как серийная модель в марте 2024 года после появления почти идентичных концепт-каров в 2022 году. Это первый автомобиль Dodge, доступный с аккумуляторной электрической трансмиссией, продаваемый как Charger Daytona. Бензиновая версия под названием Charger Six Pack будет доступна в 2025 году и оснащена 3,0-литровым рядным шестицилиндровым двигателем Hurricane. Charger восьмого поколения доступен в двухдверном и четырехдверном кузове, причём первый является заменой Challenger третьего поколения.
Версия концепт-кара под названием Dodge Charger Daytona SRT была представлена 17 августа 2022 года во время третьего дня мероприятия Dodge Speed Week в Понтиаке, штат Мичиган. Dodge объявил, что он будет выпущен в 2024 году.  У него новая трансмиссия под названием Banshee, которая, по словам Доджа, является новой вершиной производительности в Братстве Мускулов, затмевая двигатели Hemi, Hellcat и Redeye.
Предполагается, что он предвещает электрифицированное будущее бренда. Он оснащен выхлопной системой Fratzonic Chambered, громкость которой может достигать 126 дБ, что делает его таким же громким, как Dodge с двигателем Hellcat. Система пропускает звук через усилитель и камеру настройки, расположенную в задней части автомобиля.
Dodge продемонстрировал красный концепт Charger Daytona SRT на выставке SEMA в ноябре 2022 года, включая переключатель скорости в стиле Bugatti для увеличения мощности до 670 л.с. (500 кВт). Концепт-кар появился вместе с DeLorean Alpha5 в фильме Fast X. В августе 2023 года сообщалось, что серийная версия Charger будет доступна с 3,0-литровым бензиновым рядным шестицилиндровым двигателем от Jeep Wagoneer L, а топовая версия Daytona будет полностью электрической.

## Серийная версия

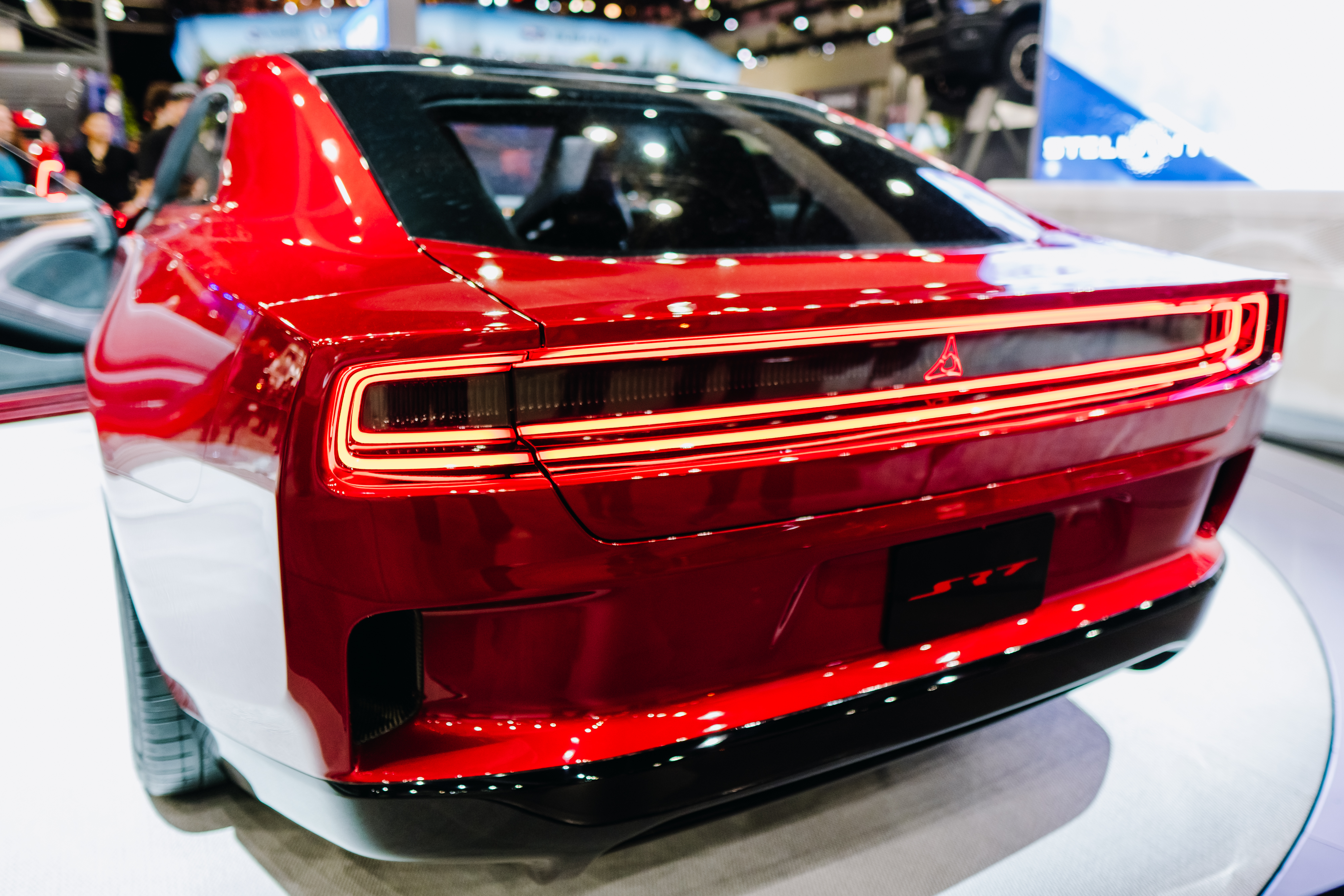
Концепт (вид сзади)

5 марта 2024 года был представлен совершенно новый Dodge Charger в 3-дверном и 5-дверном исполнении, причём 3-дверный вариант поступит в продажу в 2024 году, а 5-дверный — в 2025 году. Бензиновая версия с рядным двигателем 6 появится в 2025 году. Charger Daytona будет доступен в двух версиях R/T и Scat Pack с двумя электродвигателями мощностью 496 и 670 лошадиных сил соответственно. Оба стандартно поставляются с полным приводом и аккумулятором емкостью 100,5 киловатт-часа. Модели с двигателем внутреннего сгорания под названием Charger Six-Pack будут оснащаться рядным 6-цилиндровым двигателем Hurricane с двойным турбонаддувом 3.0 мощностью 420 или 550 лошадиных сил.

## Автоспорт
В 1966 году Dodge Charger принял участие в NASCAR. Но машина имела большую подъёмную силу на задней оси, что сделало её очень неустойчивой на быстрых треках. Подъёмная сила возникала потому, что воздух двигался быстрее над верхней частью автомобиля, чем под автомобилем, в результате чего кузов автомобиля действовал подобно крылу самолета. Гонщики позже утверждали, что «это было похоже на движение на льду». Для того чтобы решить эту проблему, Dodge установил небольшой спойлер на крышке багажника, который улучшил поведение автомобиля на скорости выше 240 км/ч. Дэвид Пирсон за рулем Cotten Овенс Charger № 6 в сезоне NASCAR 1966 года финишировал первым 14 раз.